# 後三年站
後三年站（日语：／ Gosannen eki */?）是位於秋田縣仙北郡美鄉町飯詰字東山本107番，東日本旅客鐵道（JR東日本）的奧羽本線車站。
車站名稱是取自此站一帶是後三年之役的古戰場。

## 歷史
- 1921年（大正10年）12月12日：國鐵車站啟用，當時車站位於仙北郡飯詰村（日语：飯詰村 (秋田県)）[1]。
- 1975年（昭和50年）11月25日：成為無人車站。
- 1987年（昭和62年）4月1日：伴隨國鐵分割民營化，車站由東日本旅客鐵道（JR東日本）營運。同時車站成為簡易委託車站[2]。
- 2012年（平成24年）
  - 12月22日：新車站大樓開始使用[3][4]。
  - 12月24日：為新車站大樓舉行開幕儀式[3][4]。

## 車站構造
車站是一座地面車站，設有1面1線單式月台和1面2線的島式月台，共有2面3線的月台。各月台之間設有跨線橋連接。
此站是由橫手站管理的無人車站。
在2012年4月20日，JR東日本將於2013年開展秋田地方旅遊活動，以及在2012年舉行的預地方旅遊活動。為了讓迎接秋田的觀光客，因此興建一個美麗的車站大樓，發表了重建此站的車站大樓。當時與當地的美鄉町合力興建，在2012年12月22日開始使用。由於後三年是一個古戰場，因此車站外觀是以武士的兜作為特徵。在外面的走廊上設有窗戶，加上配搭白色牆身、黑色格子和圓柱，營造一個寧靜的氣氛。在大樓內設有畫廊，解說多年前的後三年戰役。新車站大樓是一座木造平房，總面積42平方米，車站設施與都市設施佔21平方米。

### 月台
| 月台 | 路線      | 上下行 | 方向           |
| ---- | --------- | ------ | -------------- |
| 1    | ■奧羽本線 | 下行   | 大曲、秋田方向 |
| 2、3 | ■奧羽本線 | 上行   | 橫手、新庄方向 |

參考
※在3號月台可由兩方向進站和往兩方向出發。

## 車站周邊
- 秋田縣道266號耳取後三年停車場線（日语：秋田県道266号耳取後三年停車場線）
- 秋田縣道267號金澤吉田柳田線（日语：秋田県道267号金沢吉田柳田線）
- 後三年站前簡易郵局
- 後三年之役金澤資料館
- 美鄉町雁之里綜合溫泉設施 湯Topia
- 後三年滑雪場
- 橫手市平安之風渡公園
- 道之驛美鄉（日语：道の駅美郷）

## 相鄰車站
東日本旅客鐵道（JR東日本）
■奧羽本線
□快速
通過
■普通
橫手－後三年－飯詰

## 注腳
1. 1 2  “後三年駅開業式”. 秋田魁新報 (秋田魁新報社): p.3 (1921年12月13日 朝刊)
2. ↑  . 鐵道雜誌 (鐵道雜誌社). 1987-08, 21 (10): 55 （日语）.
3. 1 2 3 4 5   (PDF) (新闻稿). 東日本旅客鉄道秋田支社. 2012-12-18  [2020-05-17]. （原始内容 (PDF)存档于2020-05-17） （日语）.
4. 1 2 3  交通新聞2013年1月18日
5. ↑   (PDF) (新闻稿). 東日本旅客鉄道秋田支社. 2012-04-20  [2020-05-17]. （原始内容 (PDF)存档于2020-05-17） （日语）.
6. ↑  JR東日本:駅構内図 （页面存档备份，存于）（日語）

## 外部連結
- 車站資訊（後三年）：東日本旅客鐵道（日語）